# Međunarodni dan društvenih igara
Međunarodni dan društvenih igara je dan kada se u svetu održava veliki broj susreta i manifestacija ljubitelja društvenih igara sa ciljem druženja, takmičenja i popularizacije društvene igre uopšte. Praznik se obeležava tokom aprila u velikom broju zemalja sveta. 

## Istorija
Začetnik prvog Međunarodnog dana društvenih igara je američki producent Bojan Radaković, u martu 2013. godine. Ovaj jubilej nastao je pojavom internet serije koja je nosila naziv Društvena igra (енгл. Tabletop) a koja je emitovana na jutjub kanalu američke glumice, pevačice i producentkinje Felicije Dej. Prvu sezonu internet serije koja je trajala od marta 2012. do februara 2013. godine je režirala Dženifer Arnold. Prva epizoda u ovom serijalu nosila je naziv  Mali svet (енгл. Small world). Počela je sa emitovanjem 30. marta 2012, pa je  ovaj datum upotrebljen sledeće godine kao datum početka prvog Međunarodnog dana društvenih igara.
Prvi Međunarodni dan društvenih igara održan je 30. marta 2013. u prenosu uživo i sadržao je sledeće društvene igre: Takenoko (u prevodu sa japanskog pucanje bambusa), karta za vožnju, 7 čuda, Zvezdane staze (енгл. Star track) i Razbiti.
Drugi Međunarodni dan društvenih igara održao se 5. aprila 2014. godine. Takođe je i ovaj put emitovan uživo na jutjubu, a ovaj dan obeležen je i u 80 drugih država sveta.
Treći Međunarodni dan društvenih igara održan je 11. aprila 2015.
Četvrti Međunarodni dan društvenih igara obeležen je 30. aprila 2016. godine.
Peti po redu Međunarodni dan društvenih igara u svetu će biti obeležen 29. aprila 2017. godine u raznim zemljama sveta.

## Društvene igre kroz vreme
- Igre pločicama u Mesopotamiji

Prve društvene igre pojavile su se još tokom praistorije, pre postojanja tragova prvog pima. U 5.000 godina staroj grobnici Basur Hojik, na jugoistoku Turske pronađeno je 49 ugraviranih obojenih kamenčića i ovo se smatra najstarijom opremom za društvene igre koja je ikada pronađena. Isti i slični komadići koji svedoče o postojanju društvenih igara pronađeni su u Siriji i Iraku u istom razdoblju. Zapravo celo područje reka Nil, Tigar i Eufrat predstavlja kolevka društvenih igara. Druga slična i veoma stara vrsta društvenih igara zasnivala se na tome da je jedna strana ravnog štapića obojena; ovaj štapić bi se bacao u vazduh i pretpostavka je da koja se strana štapića okrene i pokaže to bi predstavljalo odgovarajućeg igrača, učesnika. Kockice iz Mesopotamije izrađivane su od različitog materijala, kao što su ugravirane kosti životinjskog porekla, drvo, obojeni kamenčići, delovi oklopa kornjače.
- Drevna igra Senet

- Kutija - postolje za igru

I u drevnom Egiptu faraoni su se zabavljali društvenim igrama. Jedna od njih je takozvani Senet, u prevodu prolaz. Egipćani su snažno verovali u koncept sudbine, pa je postojalo i uverenje da onaj ko je pobednik u igri ima i veliku zaštitu bogova Ra i Ozirisa. Tabla ove igre polagana je i sahranjivana zajedno sa pokojnikom da bi mu pomogla na onozemaljskom svetu. Sama tabla za ovu igu podeljena je na 30 jednakih kvadrata, tri reda po deset; postoje dva seta figura — pijuna u kojem je u svakom setu po barem pet pijuna, a sami istoričari su nagađanjem izradili nekoliko predloga vezanih za pravila i scenario igre. Na osnovu ovoga pojedine kompanije su napravile igru koja je i danas u prodaji.
- Prve strategijske igre u starom Rimu

 je strategijska igra za dve osobe koja je igrana u starom Rimu. Rekonstrukcija igre danas je veoma kompleksna zbog nepostojanja dovoljnih dokaza, ali sam izgled table upućuje na uticaj vojne strategije i dominantnu militarnu taktiku. Cela tabla predstavlja grad, delovi table se nazivaju pas i označeni su dvema bojama. Poenta igre je preuzeti deo po deo table igrača tako što će jedno polje njegove table biti okruženo sa dva polja protivnika. Inače, ova igra prema načinu kretanja i taktici koja se koristi, predstavlja preteču današnjeg šaha.
- Afrička igra Mankala  - Postolje za igru Mankala

Povezana je u ritualima sejanja i žetve, kao i proricanja. Sastoji se od table sa rupama i kuglica koje se ubacuju u te rupe. Tabla je predstavljala svet, rupe u tabli su označavale 12 meseci u godini, a pomeranjem kamenčića koji su predstavljali zvezde, označavano je božansko pomeranje kroz vreme i prostor i tako su proricali budućnost. Misterija nastanka ostaje, ali su najverovatnije prve table služile za računanje i razne rituale, a ne za igru. I danas se u nekim zemljama ova igra zove Igrom sejanja ili Igrom brojanja. Igra se kasnije proširila i na Južnu i jugoistočnu Aziju, Karibe i deo Američkog kontinenta.
- Američka igra Monopol

- Igra "Monopol"

Poznata levičarka i feministkinja Elizabet Lizi Megi je 1903. patentirala društvenu igru koja je danas poznata kao Monopol – iako za tu invenciju nikada nije dobila zasluge. Elizabet Lizi Megi (1866–1948) potomak škotskih useljenika, po zanimanju stenografkinja, živela je u okrugu Princ Džordž, Vašington DC. Bila je politički veoma aktivna, držeći časove o politici i svojim političkim uverenjima u večernjim satima, posle posla. Ipak, nije doprla do dovoljnog broja interesenata. Bio joj je potreban novi medij – nešto što je bilo interaktivnije i kreativnije – nešto u čemu će ljudi neposrednije učestvovati. Počela je da u javnost iznosi novi koncept igre, koju je tada zvala Zemljoposednik, a u to vreme bilo je najprimerenije ovu igru nazvati Igrom življenja jer sadrži sve elemente uspeha i neuspeha u stvarnom životu.

## Spoljašnje veze
- (језик: енглески) Međunarodni dan društvenih igara